# Mosé João Pontelo
Dom Mosé João Pontelo C.S.Sp. (18 de setembro de 1942) é um bispo católico brasileiro.
Mosé João estudou Filosofia no curso Seminarístico da Congregação do Espírito Santo, em Teresópolis, e Teologia, em Divinópolis. Recebeu a ordenação presbiteral em 14 de maio de 1967.
Entre suas funções como sacerdote, Pe. Pontelo foi pároco na Paróquia Divino Espírito Santo, em Divino das Laranjeiras (1968-1971); Vigário Paroquial e depois Pároco da Paróquia Nossa Senhora de Lourdes, em Governador Valadares; Pároco de São João Batista da Vila Mangalot, Região Lapa, na Arquidiocese de São Paulo (1981-1986); Superior Principal no Distrito Sul do Brasil; Superior Provincial da Província do Brasil da Congregação do Espírito Santo; e Diretor do Seminário Espírito Santo (1994-1998).
Foi nomeado pelo Papa João Paulo II em 27 de maio de 1998 como bispo-coadjutor da Diocese de Cruzeiro do Sul. Foi sagrado em 2 de agosto do mesmo ano, tendo como consagrador principal Dom Luís Herbst, bispo de Cruzeiro do Sul. Os co-consagradores foram Dom Fernando José Penteado e Dom Conrado Walter, bispo de Jacarezinho.
Sucedeu a Dom Luís em 3 de janeiro de 2001 como Bispo de Cruzeiro do Sul. Resignou em 19 de setembro de 2018.
Em 2017, em Cruzeiro do Sul, Dom Mosé e os Espiritanos receberam a Ordem da Estrela do Acre, "a mais alta honraria que o Estado acreano possui para homenagear homens e mulheres, instituições que abraçam essa terra e contribuem para sua construção", concedida por Tião Viana, governador do estado.
Em 2019, Dom Mosé João mudou-se para São Paulo, residindo atualmente no Seminário Espírito Santo, onde foi diretor. É vigário da Paróquia São João Batista em Vila Mangalot, na Região Episcopal Lapa, auxiliando o pároco, celebrando missas, no atendimento aos paroquianos, e celebrando em outras paróquias da Região.